# Clemenceau (métro de Bruxelles)
Pour les articles homonymes, voir Clemenceau (homonymie).
Clemenceau /klemãsoː/ est une station des lignes 2 et 6 du métro de Bruxelles située à Bruxelles, sur la commune d'Anderlecht.

## Situation
La station de métro se trouve à proximité de l'avenue Clemenceau. 
Elle est située entre les stations Delacroix et Gare du Midi sur les lignes 2 et 6.

## Histoire
La station est mise en service le 18 juin 1993. Initialement, la station devait porter le nom Jorez, d'après la rue Jorez sous laquelle se trouve le tunnel du métro ; le nom a été changé avant l'ouverture.
Les fresques sont l'œuvre du peintre flamand Joseph Willaert. 
Elle fut le terminus provisoire de la ligne 2 jusqu'à l'ouverture de la station Delacroix en septembre 2006.

## Service aux voyageurs

### Accès
La station compte deux accès :
- Accès no 1 : situé rue Jorez (accompagné d'un escalator) ;
- Accès no 2 : situé chaussée de Mons (accompagné d'un escalator et d'un ascenseur).

### Quais
La station est de conception particulière avec deux voies encadrant un unique quai central.

### Intermodalité
La station est desservie par la ligne 46 des autobus de Bruxelles et, la nuit, par la ligne N13 du réseau Noctis.

## À proximité
- Les Caves de Cureghem
- Le Musée bruxellois de la gueuze